# IEEE 802.15
IEEE 802.15 — это рабочая группа IEEE, входящая в комитет стандарта IEEE 802. Группа занимается определением стандарта беспроводных персональных сетей (WPAN). Включает в себя семь целевых групп.

## Целевая группа 1: WPAN / Bluetooth
Первая группа сфокусирована на Bluetooth-технологии. Она определяет физический уровень (PHY) и уровень управления доступом к среде (MAC) для беспроводного соединения стационарных и портативных устройств в пределах личного или рабочего пространства. Стандарты были приняты в 2002 и 2005 годах.

## Целевая группа 2: Разрешение конфликтов
Вторая группа определяет сосуществование беспроводных персональных сетей (WPAN) с другими беспроводными устройствами, работающими на нелицензируемых частотных диапазонах, таких, как беспроводные локальные сети (WLAN). Стандарт IEEE 802.15.2-2003 был опубликован в 2003 году, после чего деятельность целевой группы 2 была приостановлена.

## Целевая группа 3: ВысокоскоростныеWPAN
СтандартIEEE 802.15.3-2003 определяет физический уровень (PHY) и уровень управления доступом к среде (MAC) в высокоскоростных (от 11 до 55 Мбит/с) WPAN.
IEEE 802.15.3a стандарт был предложен как попытка обеспечить более высокую скорость (сверхширокополосной физический уровень) в виде поправки для IEEE 802.15.3. Причиной поправки являлось стремление обеспечить поддержку приложений, обеспечивающих транслирование изображений и мультимедиа в беспроводных персональных сетях. Были сформированы два разных подхода: (1) альянс MBOA-UWB (Multi-Band OFDM Alliance) предлагал использовать OFDM-сигналы шириной 500 МГц, (2) DS-UWB Forum (Direct Sequence Ultra Wide Band Forum) продвигал сверхкороткие импульсы. Так как сторонам не удалось согласовать позиции, работа над стандартом была прекращена. В итоге, каждый из альянсов продолжил работу самостоятельно. Технология MBOA-UWB легла в основу Wireless USB (см. статью Wireless USB). В 2008г. приняты стандарты высокоскоростной связи ECMA-368 и ECMA-369, основанные на сверхширокополосной платформе WiMedia.
IEEE 802.15.3b-2005 поправка была принята 5 мая 2006 г. Она усиливает стандарт 802.15.3 для улучшения реализации и совместимости MAC. Поправка включает в себя незначительные оптимизации, уточнения и исправления ошибок с сохранением обратной совместимости.
IEEE 802.15.3c-2009 стандарт был опубликован 11 сентября 2009 г. Целевая группа TG3c разработала альтернативный физический уровень, основанный на миллиметровых волнах, для существующего 802.15.3-2003 стандарта WPAN. Целевая группа IEEE 802.15.3 Task Group 3c (TG3c) была образована в марте 2005 г. Данные миллиметро-волновые WPAN работают на нелицензируемых частотах в диапазоне 57—63 ГГц, определенных в FCC 47 CFR 15.255. Такой выбор частот обеспечивает возможность бесконфликтной работы на близком расстоянии с другими микроволновыми системами, определёнными в стандарте 802.15. Также миллиметро-волновые WPAN обеспечивают очень большую скорость передачи данных (более 2 Гбит/c), что позволяет реализовывать доступ в интернет, потоковую передачу мультимедиа (потоковое видео, HDTV, домашний кинотеатр и т.д.) и даже замену некоторых проводных шин передачи данных беспроводным каналом. Данным стандартом предусмотрены скорости передачи данных больше 3 Гбит/с.

## Целевая группа 4: Низкоскоростные WPAN

Стек протоколов для 802.15.4

Стандарт IEEE 802.15.4-2003 обеспечивает низкую скорость передачи данных в совокупности с очень длительным временем автономной работы (месяцы и даже годы) и низкой сложностью устройств. Стандарт определяет как физический (уровень 1), так и канальный (уровень 2) уровни модели OSI. Первая версия стандарта 802.15.4 была выпущена в мае 2003 года. Некоторые стандартизированные и проприетарные протоколы сетевого уровня работают над 802.15.4-сетями (IEEE 802.15.5, ZigBee, 6LoWPAN, WirelessHART и ISA100.11a).

### Низкоскоростные WPAN с альтернативным физическим уровнем (4a)
IEEE 802.15.4a (формально называется IEEE 802.15.4a-2007) — это поправка к IEEE 802.15.4, определяющая дополнительные физические уровни. Поправка представляет принципиальный интерес в связи с обеспечением большей точности (от 1 метра), большей пропускной способностью сети, масштабируемостью скорости передачи данных, большей дальности и более низким энергопотреблением и стоимости. Для реализации физического уровня были выбраны 2 технологии: UWB Pulse Radio (нелицензируемый UWB-диапазон частот) и Chirp Spread Spectrum (нелицензируемая 2,4-ГГц частота). Pulsed UWB Radio основана на Continuous Pulsed UWB технологии и способна обеспечить связь с высокой точностью покрытия.

### Пересмотр стандарта 802.15.4-2003 (4b)
IEEE 802.15.4b поправка была принята в июне 2006 г. и опубликована в сентябре 2006 как IEEE 802.15.4-2006. Целевая группа 802.15.4b была собрана для создания улучшений и пояснений к стандарту IEEE 802.15.4-2003, таких, как уменьшение числа неоднозначностей, избавление от ненужных сложностей, повышения гибкости использования ключей безопасности, расширения диапазона частот и др.

### Поправка технологии физического уровня для Китая (4c)
IEEE 802.15.4c поправка была одобрена в 2008 г. и опубликована в январе 2009 г. Она определяет новые спецификации радиочастотного спектра в связи с открытием китайскими регулирующими органами 314-316 МГц, 430-434 МГц и 779-787 МГц частотных диапазонов для использования WPAN на территории Китая.

### Поправка технологии физического уровня и MAC-подуровня для Японии (4d)
Целевая группа IEEE 802.15.4d была создана для внесения изменений в 802.15.4-2006 стандарт. Поправка определяет новый физический уровень и некоторые изменения в MAC-подуровень, необходимые для поддержки нового диапазона частот (950 МГц — 956 МГц) в Японии.

### Поправка MAC для промышленного применения (4e)
Целевая группа IEEE 802.15.4e была создана для внесения поправок в MAC-подуровень стандарта 802.15.4-2006. Цель этой поправки состоит в том, чтобы расширить функциональность MAC стандарта 802.15.4-2006 для а) обеспечения большей поддержки промышленных рынков,
б) обеспечения совместимости с изменениями, произошедшими с китайскими WPAN.
Также были добавлены технологии channel hopping и variable time slot, совместимые с ISA100.11a. Данные изменения приняты в 2011 году.

### Поправка технологии физического уровня и MAC подуровня для активного RFID (4f)
Целевая группа IEEE 802.15.4f была создана для определения новых беспроводных физических уровней и улучшения MAC-подуровня стандарта 802.15.4-2006 для обеспечения поддержки активных RFID-систем, двунаправленных и навигационных приложений.

### Поправка технологии физического уровня для "умных сетей" (4g)
Целевая группа IEEE 802.15.4g создана для разработки поправки физического уровня стандарта 802.15.4. Поправка разработана для обеспечения поддержки сильномасштабируемых, географически разнесенных сетей с минимальной инфраструктурой и миллионами конечных узлов, таких, как [smart grid|умные сети электроснабжения]. Стандарт 802.15.4g был принят в апреле 2012 года.
The Telecommunications Industry Association TR-51 committee develops standards for similar applications.

## Целевая группа 5: Mesh-сети
IEEE 802.15.5 предоставляет архитектурный каркас, позволяющий строить на основе WPAN-устройств совместимые, стабильные и масштабируемые беспроводные Mesh-сети. Стандарт состоит из двух частей: низкоскоростные и высокоскоростные WPAN Mesh-сети. Низкоскоростные Mesh-сети строятся на IEEE 802.15.4-2006 MAC, тогда как высокоскоростные — на IEEE 802.15.3/3b MAC. В обоих типах сетей поддерживаются такие опции, как инициализация сети, адресация и многоскачковое распространение. Кроме того, низкоскоростная Mesh-сеть поддерживает групповую адресацию, обеспечение надежности вещания, переносимую поддержку, трассировку маршрута и функции экономии энергии, а высокоскоростная Mesh-сеть поддерживает multihop-обслуживание реального времени.

## Целевая группа 6: Технологии мониторинга показателей тела человека
В декабре 2011 года была создана целевая группа IEEE 802.15.6 для разработки стандарта сетей датчиков мониторинга показателей тела человека (Body Area Network, BAN). Проект был утвержден 22 июля 2011 года заочным голосованием. Целевая группа 6 была сформирована в ноябре 2007г. и работала над стандартом энергоэффективных беспроводных устройств низкой дальности, оптимизированных для работы на(в) теле человека (или другого живого организма) и обеспечивающих работу различных медицинских, бытовых или развлекательных приложений.

## Целевая группа 7: Связь с помощью видимого света
В декабре 2011 года целевая группа для разработки стандарта IEEE 802.15.7 завершила определение физического и MAC-уровней для связи по видимому свету (англ. Visible Light Communication, сокр. - VLC).  В течение января 2009 года проводились заседания группы, на которых обсуждалось написание стандарта атмосферной оптической линии связи (англ. free-space optical communication), использующего VLC.

## Постоянный комитет беспроводной связи следующего поколения
Постоянный комитет IEEE P802.15 был создан для облегчения и стимулирования презентаций и дискуссий на тему новых беспроводных технологий. Комитет может инициировать новые стандартизационные проекты и адресовывать рабочей группе 802.15 решение вопросов и исправление ошибок, связанных с технологиями и методами построения беспроводных персональных сетей.